# Antenneforstærker
Indenfor elektronik er en antenneforstærker, mast-forstærker eller maste-forstærker en enhed som forstærker et elektrisk signal fra en radioantenne eller tv-antenne, sædvanligvis ud til en signaludgang med samme impedans som signalindgangens impedans.
Antenneforstærkerens indgange og udgange har typisk en impedans på 75 Ohm for koaksialkabel og 300 Ohm for balanceret fladkabel.

## Anvendelse
En antenneforstærker kan muliggøre, at et svagt DTT-signal eller radiosignal bliver mere brugbart. Men en del krav skal være opfyldt for at en antenneforstærker kun forbedrer modtagelsen:
- Antenneforstærkerens udgangssignal må ikke overstige fabrikantens maksimale signalniveau. Typiske max. 96-110 dBuV, hvor dBuV betyder dB over én uV. 60 dBuV svarer til 1 mV.[1][2]
- Tilkoblede fjernsynsmodtageres, satellit-tv-tuneres og radiomodtageres maksimale indgangssignalniveauer, må ikke overskrides.
- Antenneforstærkeren kan have en justering, så forstærkningen kan skrues ned, med formålet at udgangssignalniveauet ikke er for højt.
- Antenneforstærkerens støjtal i dB plus dæmpning i dB (f.eks. fra filter) før forstærker, skal være mindre end tunerens støjtal i dB plus evt. (dæmpning mellem antenneforstærker udgang og tuner-indgang). I modsat fald forringes signal-til-støj forholdet.

Hvis bare én af de to første ovenstående krav overskrides, vil antenneforstærkeren eller tv-udstyr i perioder udøve signalstyrkeafhængig begrænsning (eng. limiting) eller klipning, som skyldes overstyring. Overskridelse vil resultere i, at alle kanaler, der går gennem det givne overstyrede forstærkertrin, forvanskes.
Ved design af boligantenneanlæg eller fællesantenneanlæg anbefales det, at signalniveauet er mindst 62 dBuV ved FM-Hi-Fi-stereo, 56 dBuV ved UHF bånd V og maksimalt 80 dBuV (=10mV) i hvert bånd som præsenteres ved en boligs antennestik.

## Filtervirkning
Sædvanligvis har en antenneforstærker også en tilsigtet filtervirkning. F.eks. vil en antenneforstærker, som er optimeret til et bestemt frekvensbånd eller én eller nogle få kanaler få et bånd eller kanal tilnavn. F.eks. er en fjernsyns UHF-antenneforstærker netop egnet til TV via UHF bånd IV og TV via UHF bånd V (kanal 21-60; tidligere 21-69), fordi dens formål er at forstærke de nævnte tv-bånd.

## Mulige tv-forstyrrelser
Formentlig fra 2013 bliver kanal 61-69 anvendt til 800MHz-bredbånd, hvilket kan give tv-forstyrrelser grundet overstyring af bl.a. UHF-antenneforstærkere, der til den tid, utilsigtet forstærker bredbåndssignalerne i frekvensintervallet 790-862MHz (kanal 61-69).
Muligvis kan UHF-antenneforstærkeren gøres robust ved at sætte et stærkt selektivt 800MHz-bredbåndsfilter på indgangen.